# 陳珊
陳珊（？—？），字鳴仲，號近衡，貴州銅仁府銅仁司民籍，四川富順縣人，明朝政治人物。

## 生平
嘉靖十九年（1540年）貴州鄉試第二名舉人。嘉靖三十二年（1553年）中式癸丑科會試第三百四名，三甲第一百六十四名進士。官至山東兗州同知。子孫陳揚產等八人，或進士或舉人，被孫應鰲譽為“八英”。

## 家族
曾祖陳中正；祖父陳綺，倉副使；父陳時謨，縣丞。母熊氏。